# Comuna Zapillea, Liuboml
Zapillea (în ucraineană Запі́лля) este o comună în raionul Liuboml, regiunea Volînia, Ucraina, formată din satele Krasnovolea, Lîsneakî și Zapillea (reședința).

## Demografie
Componența lingvistică a satului Zapillea
     Ucraineană (98,36%)
     Rusă (1,34%)
     Alte limbi (0,2%)
Conform recensământului din 2001, majoritatea populației satului Zapillea era vorbitoare de ucraineană (98,36%), existând în minoritate și vorbitori de rusă (1,34%).